# Romain-sur-Meuse
Romain-sur-Meuse ist eine französische Gemeinde mit 88 Einwohnern (Stand: 1. Januar 2022) im Département Haute-Marne in der Region Grand Est (vor 2016 Champagne-Ardenne). Sie gehört zum Arrondissement Chaumont und zum Kanton Poissons. Die Einwohner werden Romanéens genannt.

## Geographie
Romain-sur-Meuse liegt etwa 37 Kilometer ostnordöstlich von Chaumont in der Landschaft Bassigny. Obwohl der Gemeindename es suggeriert, liegt die Kommune nicht an der Maas (frz. Meuse). Diese verläuft etwa 1,2 Kilometer jenseits der östlichen Gemeindegrenze. Umgeben wird Romain-sur-Meuse von den Nachbargemeinden Chalvraines im Nordwesten und Norden, Illoud im Norden und Nordosten, Bourg-Sainte-Marie im Nordosten und Osten, Huilliécourt im Süden, Ozières im Südwesten sowie Clinchamp im Westen.

## Bevölkerungsentwicklung
| Jahr                       | 1962 | 1968 | 1975 | 1982 | 1990 | 1999 | 2006 | 2011 | 2019 |
| -------------------------- | ---- | ---- | ---- | ---- | ---- | ---- | ---- | ---- | ---- |
| Einwohner                  | 275  | 255  | 241  | 201  | 180  | 147  | 131  | 124  | 91   |
| Quellen: Cassini und INSEE |      |      |      |      |      |      |      |      |      |

## Sehenswürdigkeiten

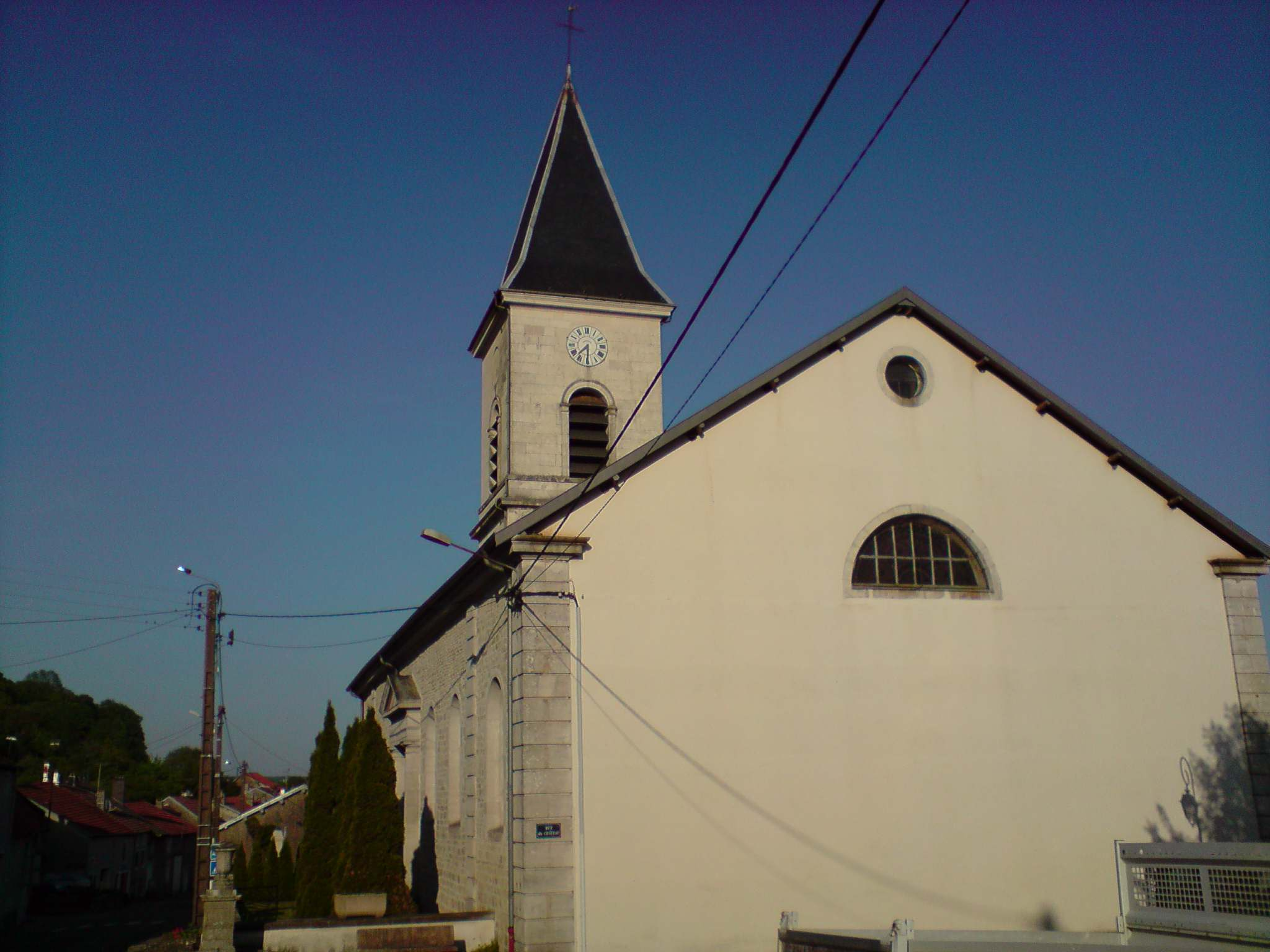
Kirche Saint-Martin

- Kirche Saint-Martin
- Alte Burg
- Schloss mit Taubenturm